# Abbaye de Szczyrzyc
L'abbaye de Szczyrzyc (en polonais « Opactwo w Szczyrzycu ») est une abbaye cistercienne d'hommes en activité. Fondée en 1239 par les moines de Jędrzejów (de), elle est située dans le village du même nom, à une quarantaine de kilomètres au sud-est de Cracovie.
Elle n'a pas cessé d'être active depuis le XIIIe siècle, ce qui constitue un cas unique en Pologne, même si les occupations autrichienne, nazie et soviétique ont mis à mal ses activités. Les faits de résistance à l'Allemagne nazie valent à l'abbaye de recevoir en 1945 l'ordre militaire de Virtuti Militari.

## Histoire

### Fondation et déménagement

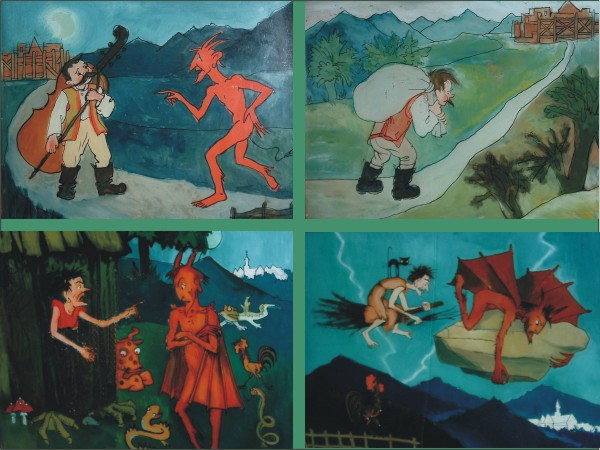
La légende de la pierre du Diable racontée en images.

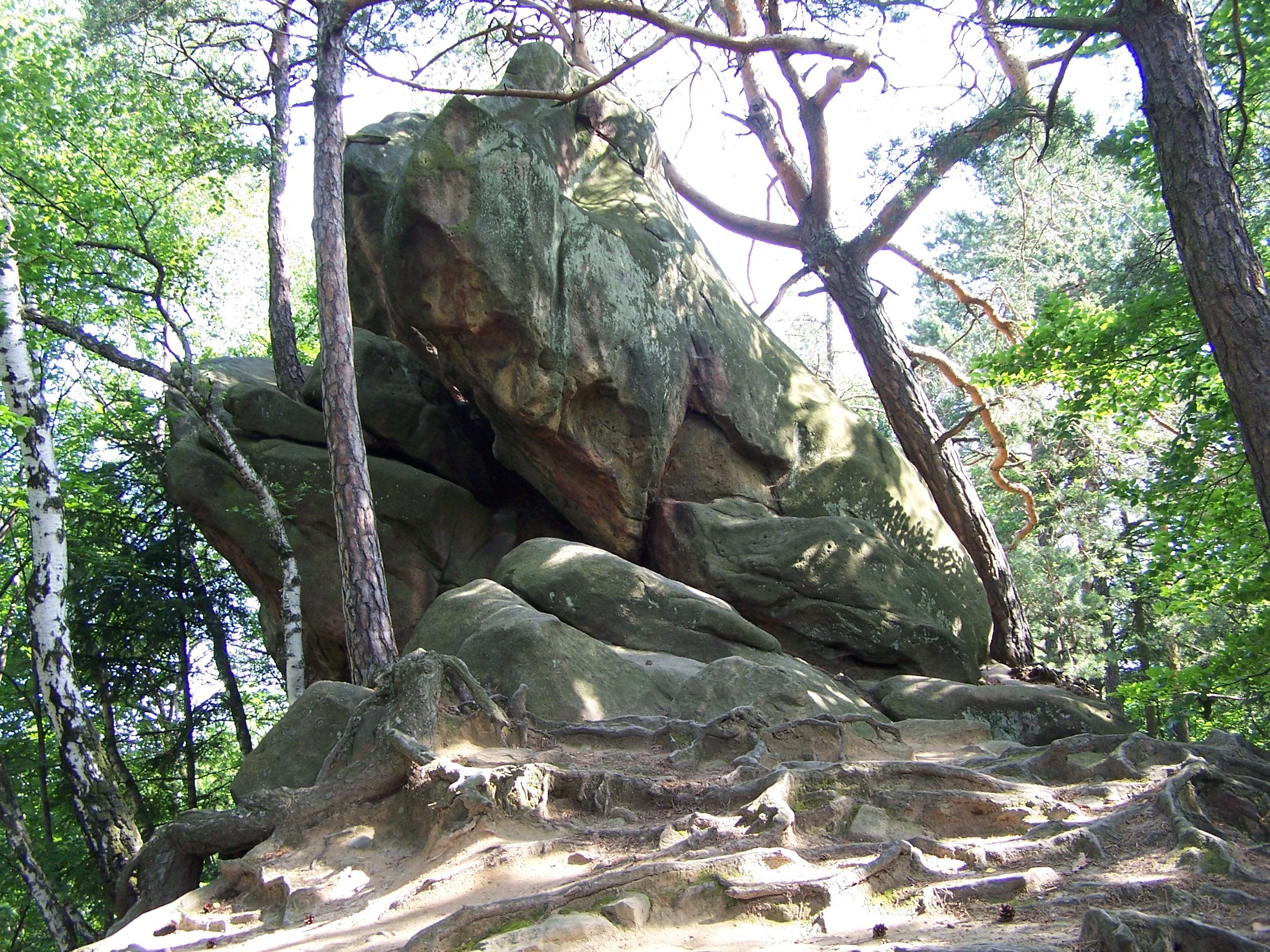
La pierre dite du diable à Krzesławice.

L'abbaye est tout d'abord fondée à Ludźmierz, à l'extrême sud de la Petite-Pologne, à proximité de Zakopane. C'est Teodor Gryfita (pl), voïvode de Cracovie, qui offre en 1234 des terres aux cisterciens de Jędrzejów (de). Toutefois, le site ne convient pas à la communauté monastique, tout d'abord en raison des conditions climatiques et de la qualité des sols, et d'autre part à cause de la menace d'invasion mongole. Environ dix ans après la fondation, la communauté s'établit à Szczyrzyc.
Une légende locale (pl) raconte qu'un troubadour revenant d'un mariage aurait été sollicité par le diable pour lui jouer de la musique contre de l'argent. Ayant accepté, il aurait reçu sa récompense, mais, de peur que sa femme n'apprenne la source satanique de sa richesse, aurait décidé de l'offrir à l'abbaye. Le diable, furieux que son don ait été ainsi employé, aurait cherché à détruire le monastère en l'écrasant sous un rocher. Entre-temps, les cisterciens, au courant de l'origine de l'argent, auraient fait appel à Marie, qui aurait rendu le rocher si lourd que le diable aurait dû le laisser tomber, abandonnant le rocher à Krzesławice, situé à trois kilomètres envison de Szczyrzyc,. Une image de la Vierge, réputée miraculeuse, est conservée de cette époque en souvenir.

### Développement
En 1628, les cisterciens installent une brasserie dans l'abbaye, et brassent à partir de cette date leur bière. En 1705, durant la grande guerre du Nord, les troupes suédoises volent l'image miraculeuse de la Vierge. En 1765 un incendie endommage grandement l'abbaye et en particulier l'église.

### Durant l'occupation autrichienne puis l'entre-deux-guerres
Lors du premier partage de la Pologne, en 1772, la Petite-Pologne est rattachée à l'empire austro-hongrois. Les abbayes cisterciennes qui se trouvent dans ce territoire, Mogila et Szczyrzyc, sont rattachées à la congrégation cistercienne austro-hongroise.
À partir de 1794, l'Autriche interdit l'élection de l'abbé par les religieux et dérobent à nouveau l'image miraculeuse de Marie. La plupart des terres sont confisquées et les entrées au noviciat sont interdites. Ces interdictions perdurent jusqu'en 1918, époque à laquelle Benoît XV restaure à nouveau les pleines prérogatives de l'abbaye. En 1925, les moines transmettent leur brasserie et leurs savoir-faire à un prestataire externe.

### Durant la seconde Guerre mondiale
Durant la seconde Guerre mondiale, l'abbaye ouvre ses portes aux réfugiés polonais et les abrite des persécutions nazies. Les cisterciens reconvertissent une partie du monastère en salles d'enseignement. L'attitude de la communauté monastique lui vaut après la guerre de recevoir l'ordre militaire de Virtuti Militari.

### Durant la période soviétique
Le centre d'enseignement créé pendant la guerre est pérennisé en 1945, les moines créant un collège. Celui-ci est cependant fermé dès 1955 par les Soviétiques. Les communistes nationalisent également la brasserie, qui produit 22 000 hectolitres en 1982.

### Après 1989
La communauté monastique est autorisée à reprendre en main la brasserie en 1993 ; ;toutefois, manquant de main-d'œuvre, les cisterciens doivent arrêter la production en 1997. En 2004, la brasserie de Kielce (pl) lance la production de la marque Frater (pl), selon la recette des moines de Szczyrzyc.

## L'abbaye

### L'église abbatiale

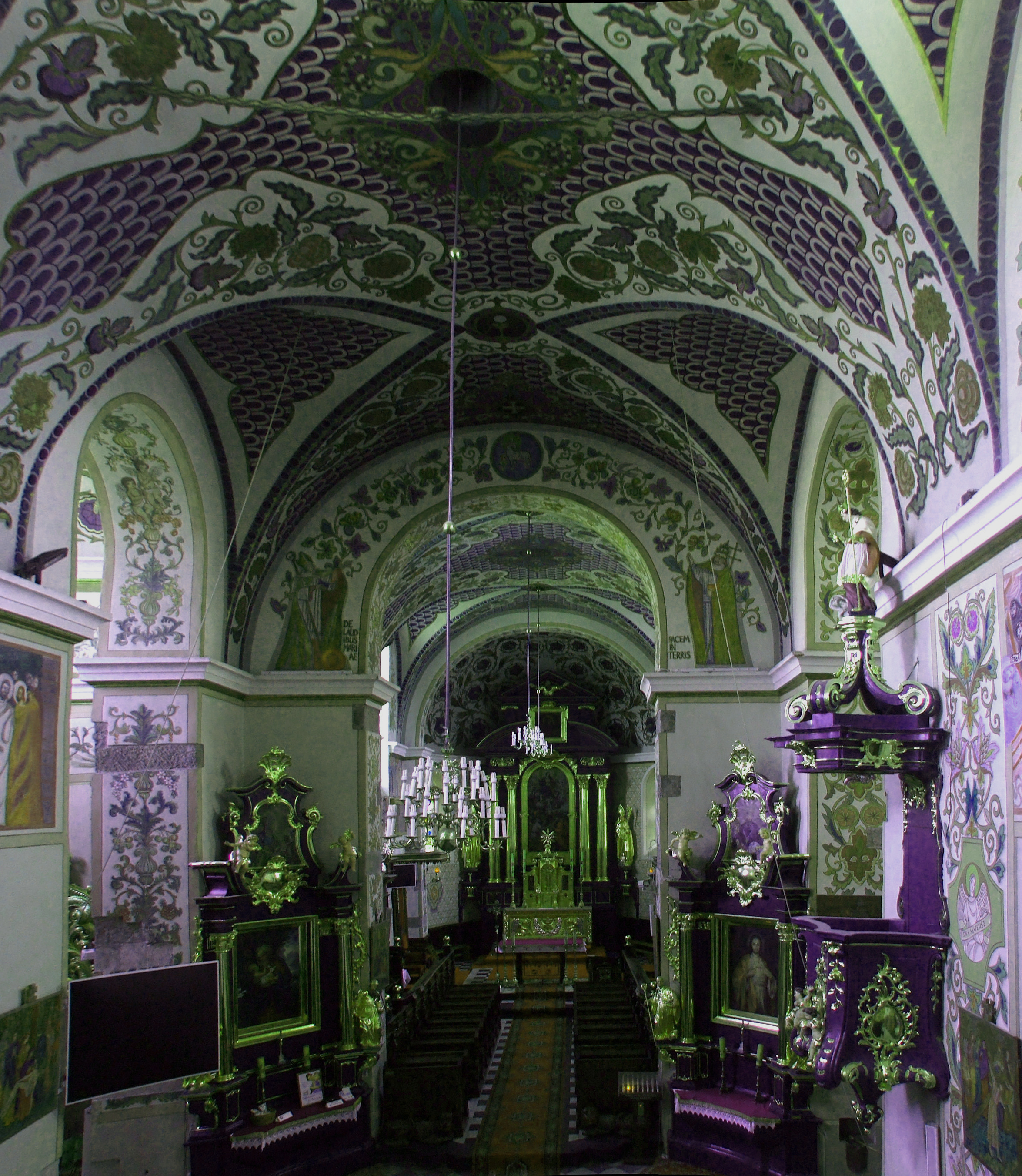
L'église abbatiale de Szczyrzyc.

L'église possède un plan en croix latine, se terminant à l'est par une abside semi-circulaire.
L'autel date de 1642 et est orné des statues des saints Adalbert et Stanislas. Le tabernacle est daté du XVIIIe siècle, les stalles du XIXe siècle.